# Efestione di Tebe
Efestione di Tebe (in greco antico: Ἡφαιστίων ὁ Θηβαῖος?, Hēphaistíōn ho Thēbaĩos; fl. 415) è stato un astrologo egizio ellenizzato della tarda antichità che scrisse un trattato greco noto come Apotelesmatics o Apotelesmatika intorno al 415.

## Biografia
Gran parte del suo lavoro sembra essere un tentativo di sintetizzare le prime opere dell'astrologo del I secolo Doroteo di Sidone e dell'astrologo del II secolo Claudio Tolomeo. Efestione è visto principalmente come uno degli ultimi compilatori della tradizione ellenistica dell'astrologia poiché attinge principalmente da astrologi precedenti, tra cui Antioco di Atene, e riassume ampie porzioni di Tolomeo e Doroteo, il che è utile per gli studiosi moderni poiché non esistono altre fonti di molte delle autorità che cita.
L'intenzione di Efestione sembra essere stata quella di conciliare l'autorevole tradizione tolemaica con le pratiche precedenti rappresentate da Doroteo di Sidone. Scrisse in un momento e in un luogo (forse Alessandria) in cui le idee astrologiche venivano riassunte e consolidate, dopo il trasferimento della capitale dell'Impero romano da Roma a Costantinopoli. I suoi contemporanei comprendevano Paolo Alessandrino (378) e l'anonimo autore del noto Trattato delle stelle fisse (379).
Sebbene influente sugli astrologi bizantini successivi, il suo lavoro sembra aver avuto scarso impatto nella tradizione araba che seguì. I primi due volumi degli Apotelesmatici sono stati tradotti in inglese da Robert Schmidt di Project Hindsight; il terzo volume sull'astrologia Katarchica è in preparazione.